# Sint-Aldegondakerk (Emmerik)

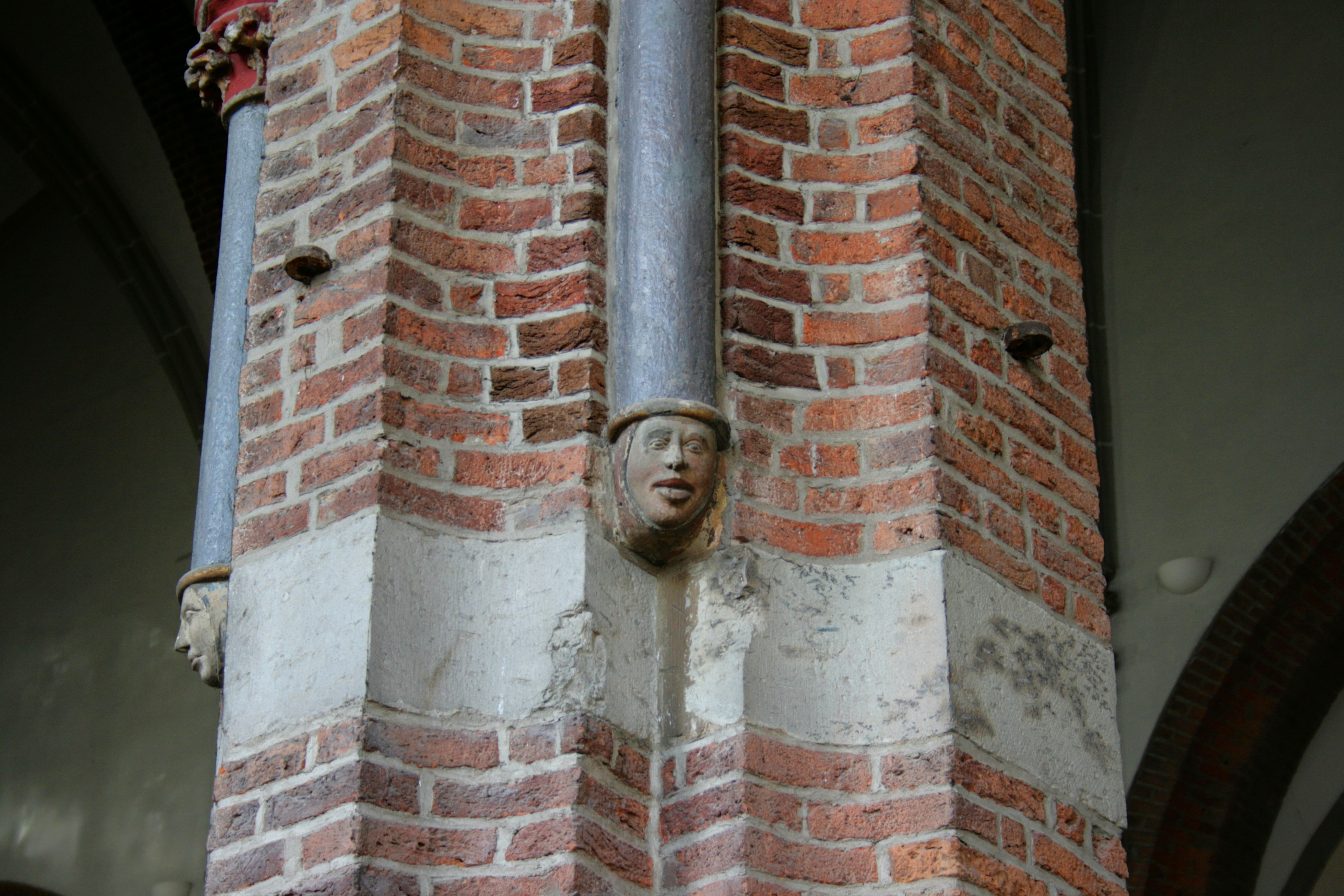
Hermen aan een pilaar

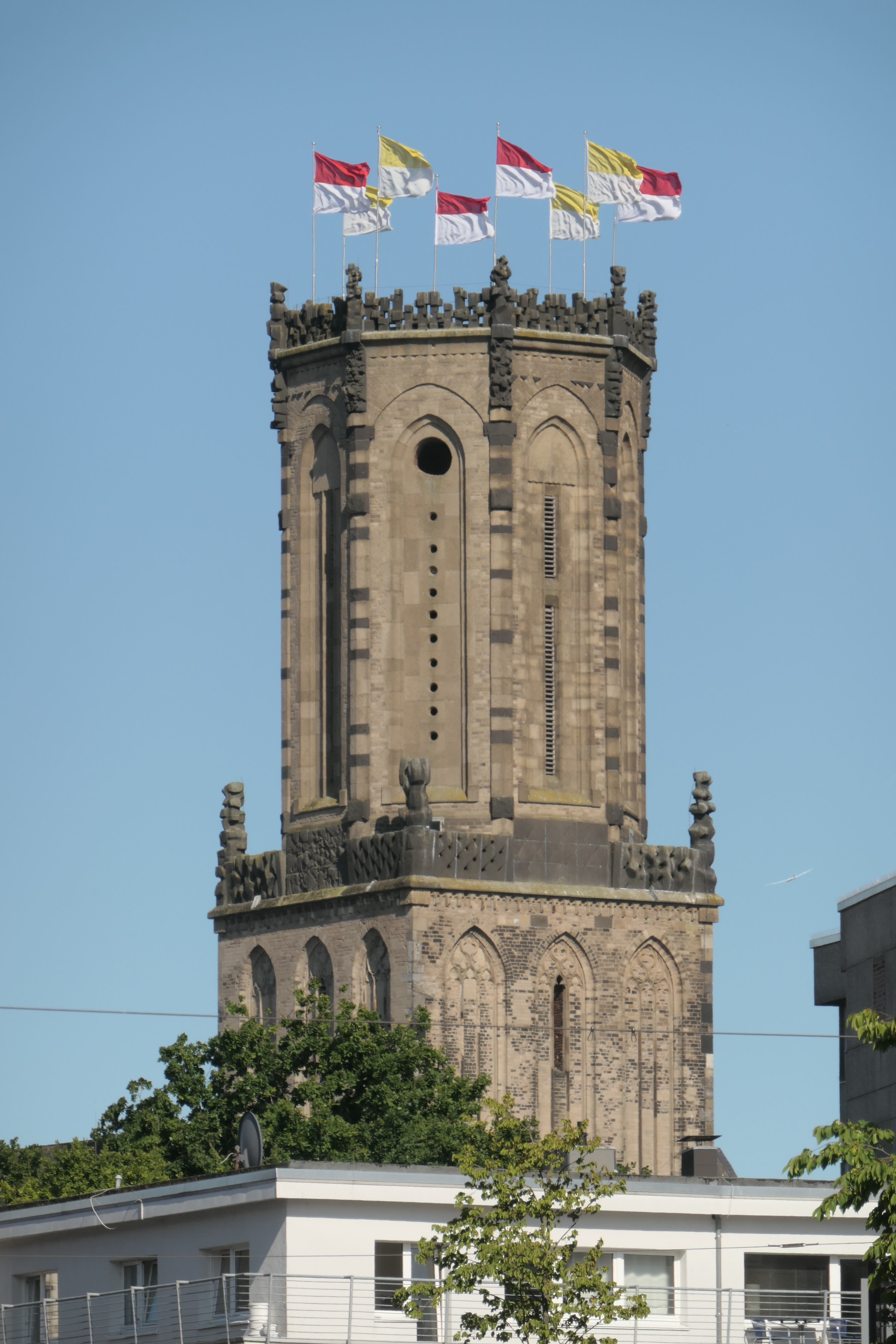
Toren met pinakels en vlaggen

De Sint-Aldegondakerk (Duits: Aldegundiskirche) is een rooms-katholieke parochiekerk in de Duitse plaats Emmerik in Noordrijn-Westfalen. De "olde kerk", zoals de inwoners van Emmerik de kerk ooit noemden, is gelegen aan het Aldegundiskirchplatz.

## Geschiedenis
De kerk werd omstreeks het jaar 700 als de Sint-Martinuskerk gesticht. Sinds 914 was de kerk verbonden met een collegiaal stift. Met de verhuizing van het stift naar een plek buiten de oude stadsmuren werd bij het stift een nieuwe Sint-Martinuskerk gebouwd en kreeg de oude kerk het huidige patrocinium van de heilige Aldegonda.
Van 1449 tot 1514 werd op de plek van de door brand verwoestte voorgangerkerk een langgerekte, drieschepige pseudobasiliek van baksteen opgetrokken. De kerktoren werd van tufsteen gebouwd. Het middenschip en het uit twee traveeën bestaande koor met 5/8 afsluiting werden voorzien van stergewelven, de zijschepen kregen netgewelven.
De toren werd in 1651 door een brand verwoest maar pas na 1719 herbouwd zonder torenspits. In 1854 werd de toren gerenoveerd met spits. 
In 1944 was men van plan om de kerk te renoveren, echter in hetzelfde jaar werd de kerk tot op de buitenmuren vernietigd. Het kerkschip en het koor werden tot 1955 in de oude vormen herbouwd. Met de wederopbouw van de toren werd in 1959 begonnen. De toren bleef spitsloos. De randen met pinakels op de toren werden in 1967 vervaardigd door de Emmerikse beeldhouwer Waldemar Kuhn.

## Inrichting
- Aan de zuidoostelijke muur van het koor werd in 1888 door Friedrich Stummel een groot muurschilderij van dominicanen die de Moeder Gods vereren geschilderd. Het werd ter herinnering aan de oprichting van de Rozenkransbroederschap aangebracht.
- Aan een zuil hangt een paneel uit 1350 met een voorstelling van Christus in het graf; het wordt toegeschreven aan Duccio di Buoninsegna.
- Het triptychon aan de zuidelijke muur werd in 1900 door H. Lamers naar een voorbeeld van Rogier van der Weyden gemaakt. Uitgebeeld worden: de aanbidding van de koningen, de annunciatie en de presentatie van Jezus in de tempel.
- Op consoles aan de oostelijke torenpijlers staan de beelden van de heiligen Catharina en Agnes uit circa 1470-1480. Agnes draagt de wolkenbandketting van de Kleefse Antoniusorde.
- Een dubbelmadonna uit 1490 in het koor maakt deel uit van de Marialuchter uit 1963.
- In het noordelijke zijschip staan op consoles de beelden van de heiligen Thomas, Christoffel en Johannes de Evangelist. Het beeld van Sint-Thomas met resten van de originele kleuren wordt toegeschreven aan meester Arnt en dateert van rond 1480, het Christoffelbeeld dateert van rond 1500 en zou van de hand van Dries Holthuys zijn en het Johannesbeeld van rond 1530 wordt toegeschreven aan Hendrik van Holt uit Kalkar.
- Rechts en links van het koor staan de houten beelden van de heilige Catharina van 1510-1520 en de heilige Jacobus van ± 1500. Beide beelden zijn opnieuw beschilderd.
- In het zuidelijke zijschip staat op een zuil het beeld van Sint-Sebastiaan uit 1480.
- De vergulde zilveren torenmonstrans werd in het begin van de 16e eeuw gemaakt. Het betreft een van de meest belangrijke laatgotische werken van de Kleefse goudsmeedkunst.
- Alle zuilen zijn gedecoreerd met gebeeldhouwde koppen, hermen.

## Orgel
Het orgel werd in 1973 door de orgelbouwfirma Romanus Seifert & Sohn uit Kevelaer gebouwd en in 1997 vergroot. Het sleeplade-instrument kent 47 registers verdeeld over drie manualen en pedaal. De speel- en registertracturen zijn elektrisch.

## Klokken en carillon
In de toren bevindt zich een driestemmig gelui. Bijzondere vermelding verdient de grote Mariaklok, gegoten door de Nederlandse klokkengieter Geert van Wou. De klok werd in 1498 gegoten en is naast de Victorklok in de dom van Xanten de grootste middeleeuwse klok aan de Nederrijn. Een tweede klok van dezelfde gieter met slagtoon cis1 werd in de Tweede Wereldoorlog verwoest. Na het oorlogseinde kreeg de parochie ter compensatie een klok in bruikleen van onbekende herkomst. In 1952 goot de klokkengieterij Feldmann & Marschel te Münster de angelusklok. In de jaren 1990 werd een carillon geïnstalleerd. De eerste 18 klokken werden in 1995 bij de Koninklijke Klokkengieterij Petit & Fritsen te Aarle-Rixtel gemaakt. In het jaar 2000 volgden nog eens 25 klokken. Het carillon bestaat in totaal uit 43 klokken. 
| Naam          | Grote Mariaklok | Kleine Mariaklok | Angelusklok         |
| ------------- | --------------- | ---------------- | ------------------- |
| Gieter        | Geert van Wou   | onbekend         | Feldmann & Marschel |
| Gietjaar      | 1498            | 1505             | 1952                |
| Doorsnee      | 1745 mm         | 1190 mm          | 982 mm              |
| Gewicht (ca.) | 3.500 kg        | 930 kg           | 560 kg              |
| Slagtoon      | h0-8            | dis1-2           | g1±0                |

## Afbeeldingen

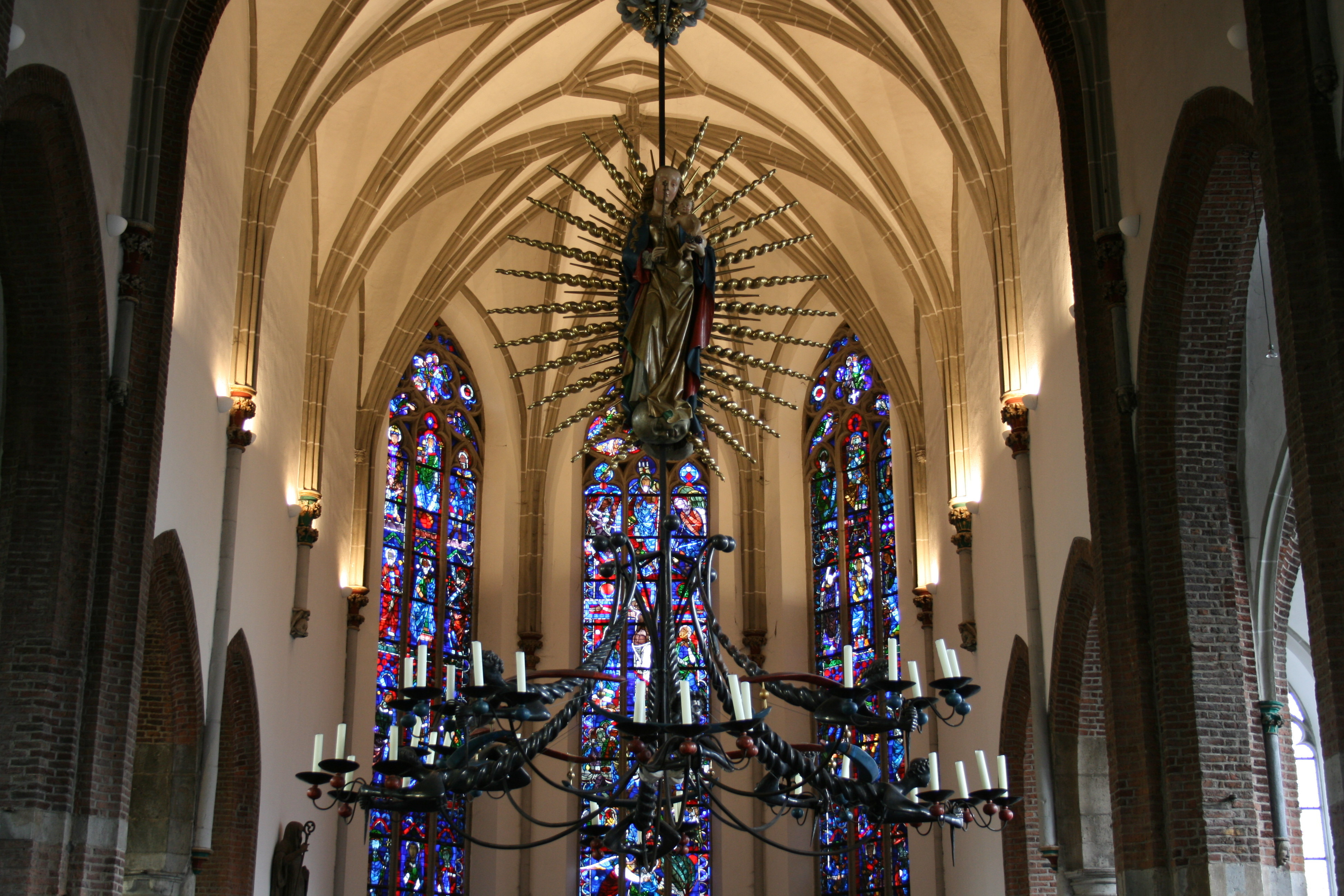
Luchter in het koor
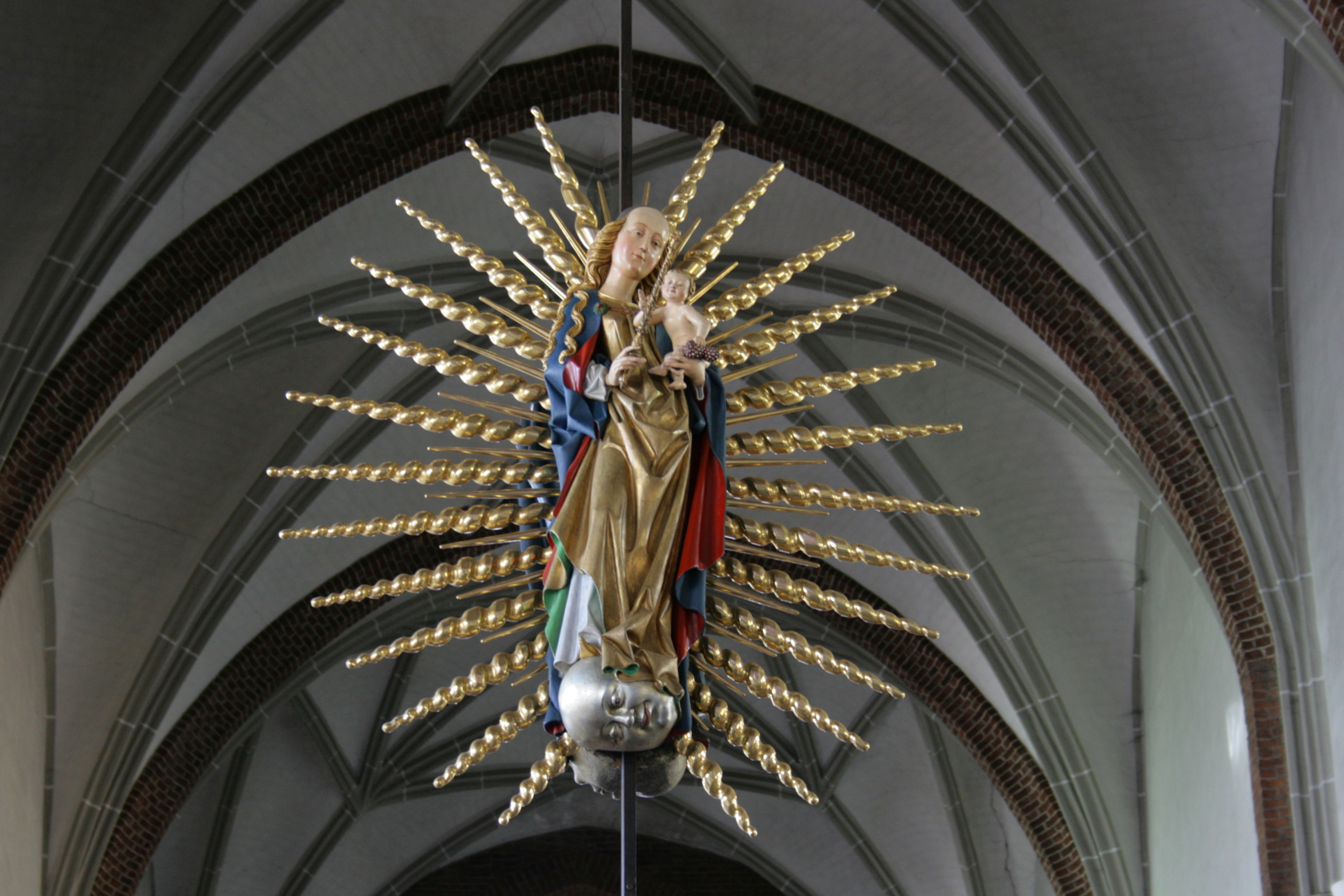
Dubbelmadonna
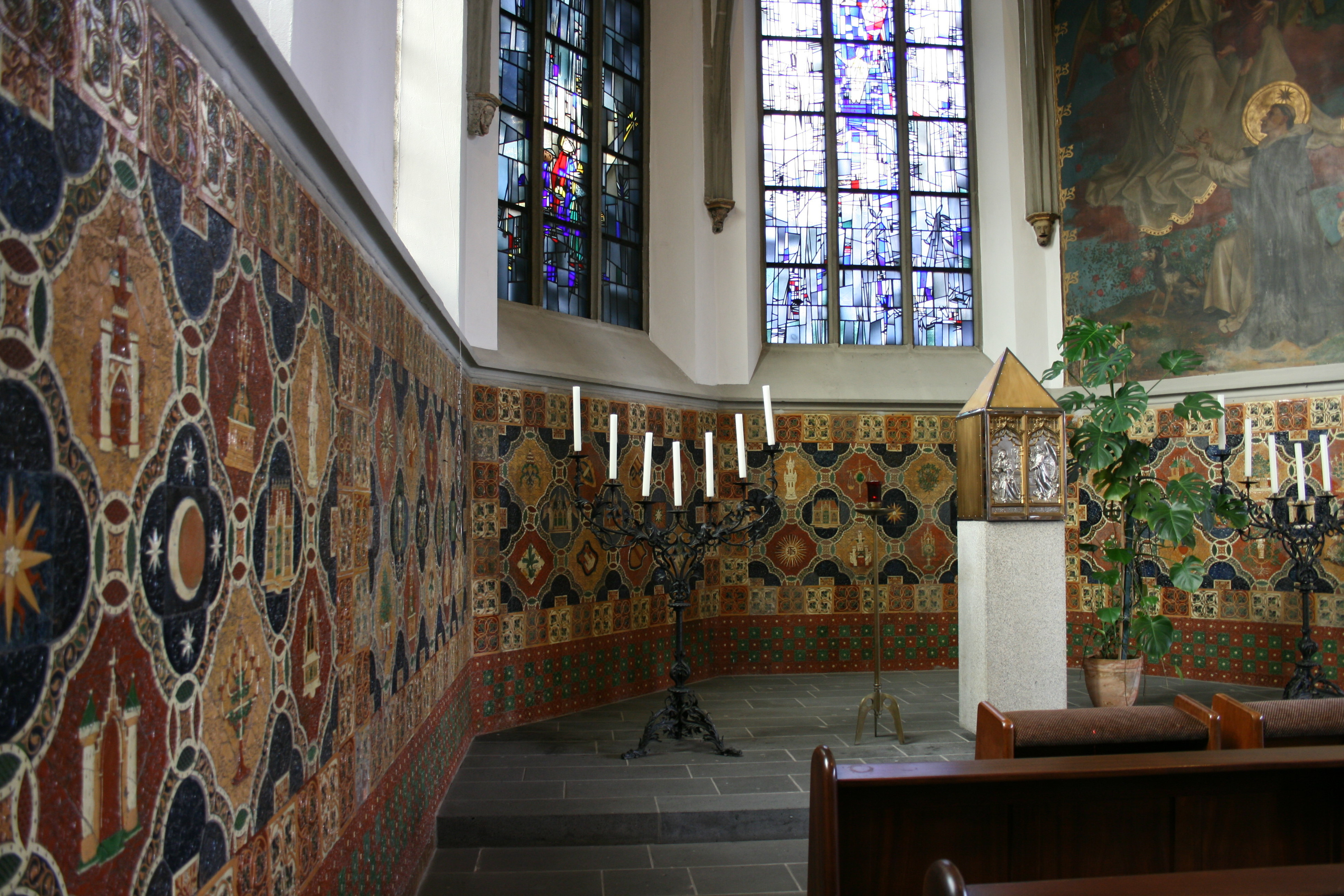
Tegeldecoratie
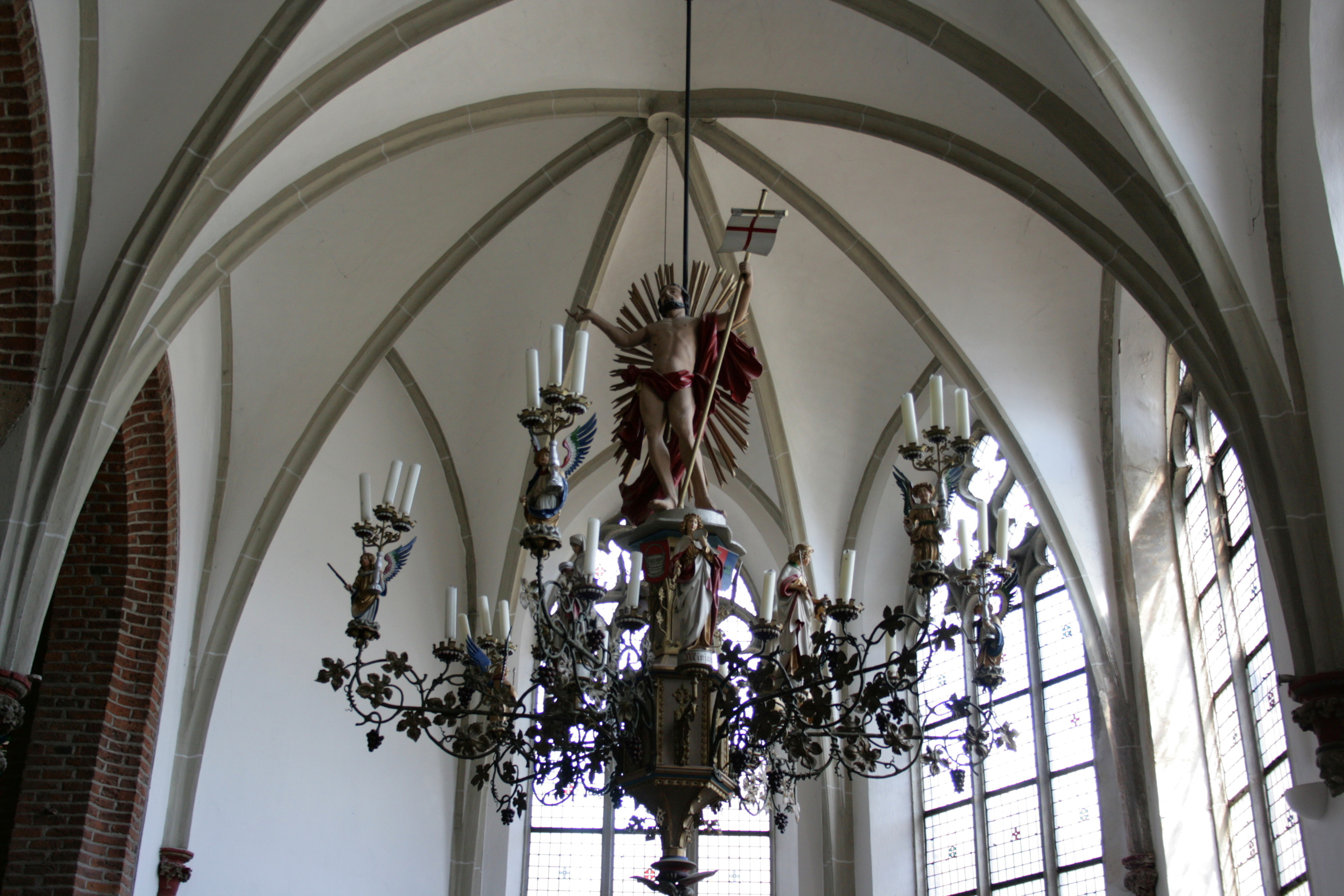
Luchter
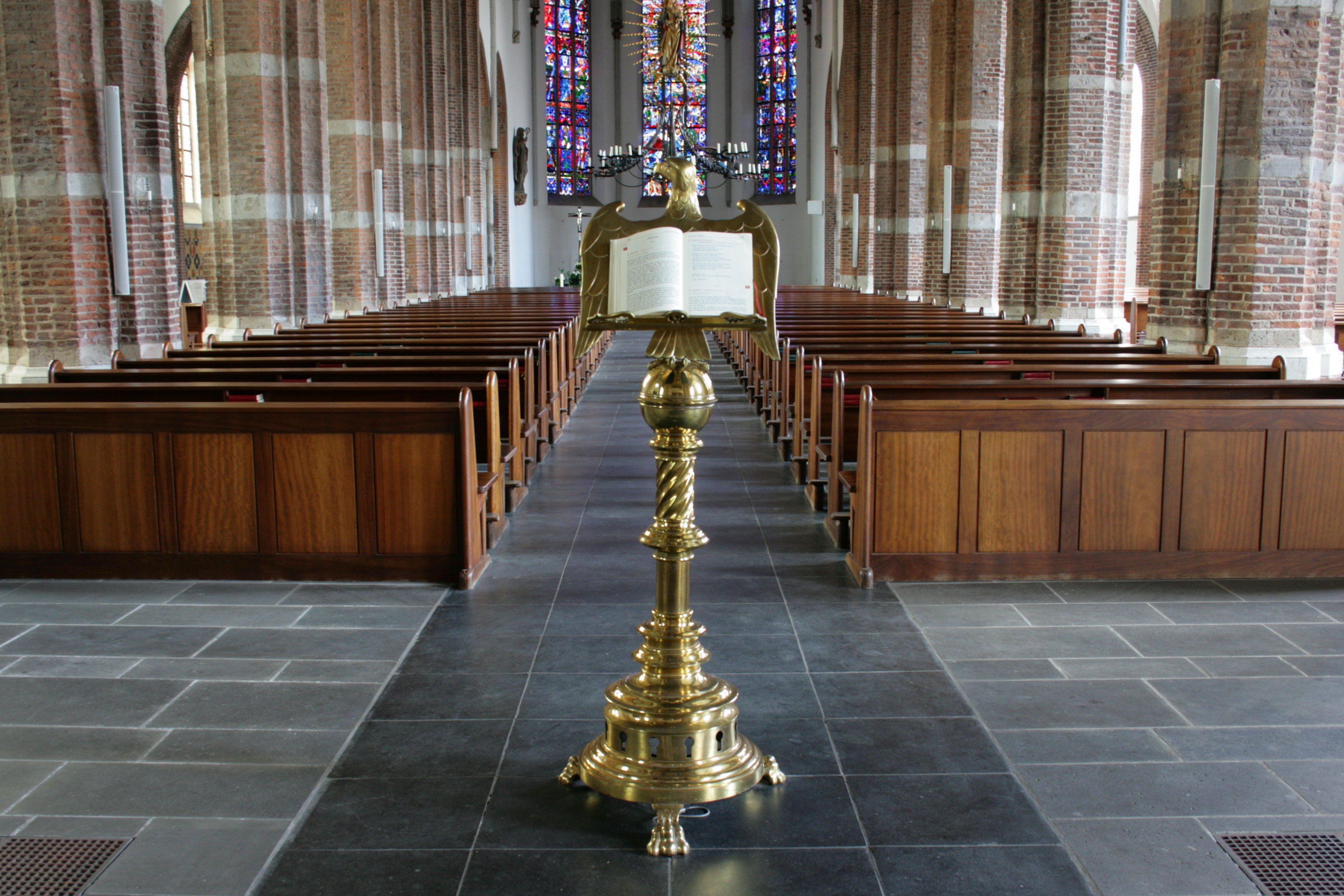
Lezenaar